# Кобзаревский
Кобзаревский — пристанционный посёлок в Советском районе Саратовской области России, в составе городского поселения Пушкинское муниципальное образование. Посёлок расположен при одноимённом железнодорожном разъезде Приволжской железной дороги в 8 км южнее рабочего посёлка Пушкино.
Население — 7 (2010)).

## Население
Динамика численности населения по годам:
| 2002 |
| ---- |
| 9    |

| 2010 |
| ---- |
| 7    |